# خوان گریس
خوان گریس (به اسپانیایی: Juan Gris) نقاش، طراح و حکاک اسپانیایی بود.

## زندگی
او در سال ۱۸۸۶ در مادرید به دنیا آمد. وی را «خوزه ویکتوریانو گونزالس» (به اسپانیایی: José Victoriano González) نامیدند. در سن ۱۵ سالگی، وارد مدرسه هنرها و صنایع دستی پایتخت شد. «گری» به واسطه برخورداری از استعدادی شگفت‌انگیز در طراحی، خیلی زود به عنوان تصویرگر به استخدام روزنامه‌های «مادرید» به ویژه Blanco y negro و Madrid Cómico درآمد.
شهرت فراگیر پیکاسو، خوان‌گری جوان را به سوی پاریس می‌کشاند. گری در سال ۱۹۰۶ وارد پاریس شده و در کنار او در «بتو-لاروار»، خیابان «راوینیان» (RAVIGWAN) اقامت می‌کند. «پیکاسو» او را به دوستانش آپولینر، ماکس ژاکوب و آندره سالمون معرفی می‌کند. دو سال بعد، «گری» با «گانوپلر»، فروشنده همیشگی آثار خود، آشنا می‌شود. هر چند که آثار طراحی «گری»، به روشنی و وضوح، تأثیر سبک مدرن را بر او نشان می‌دهد، بر عکس نقاشیهای آبرنگ وی تجلی کاملی از قوانین سبک کوبیسم می‌باشد. اولین آثار رنگ روغن او نیز که در سال ۱۹۱۱ خلق می‌شوند، آشکارا با نهضت کوبیسم در ارتباط می‌باشند. البته باید خاطر نشان ساخت که سبک کاملاً شخصی او و سبک دو سردمدار بزرگ این نهضت - «پیکاسو» و «براک» -از قرابت بسیار پرتباینی برخوردار می‌باشد. در همین دوره از فعالیتهای هنری «گری» است که وی تکنیک کلاژ را آغاز کرده و در این کار با خلق آثار درخشانی چون- «طبیعت بیجان در ظرف میوه خوری» (۱۹۱۴) و «بطری بانیلوس» (۱۹۱۴)- خوش می‌درخشد.

## آثار

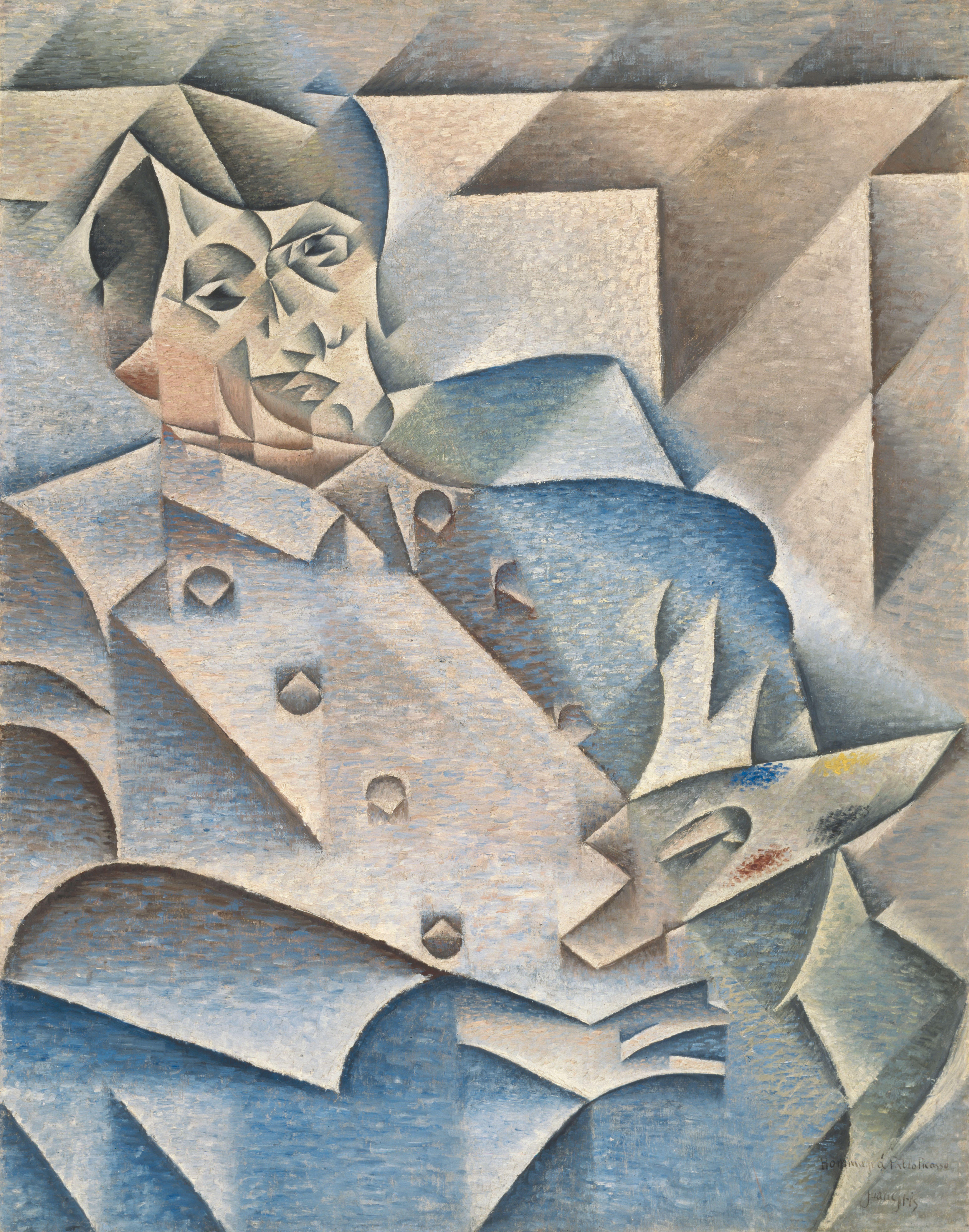
پرتره پیکاسو، ۱۹۱۲، رنگ روغن ،مؤسسه هنر شیکاگو

«خوان گری» در سال ۱۹۱۴، چندین شعر نثر گونه از مجموعه اشعار «ریوردی» رئیس نامی مجله شمال- جنوب، را تصویرسازی می‌کند. انتظار می‌رفت این مجله بعدها نقش بسزایی در انتشار آثار سوررئالیستی ایفا کند. طی این دوره، «گری» مجموعه‌ای از آثار نقاشی را خلق می‌کند که به واسطه انعطاف‌پذیری کمپوزسیون هندسی و غنای رنگهای به کار رفته در رنگ‌بندی تابلوها، بسیار پویا توصیف شده‌اند. از دیدگاه تکنیکی، این نقاشی‌ها، کارهایی را ارائه می‌دهند که به واقع ابتکاری هستند، به‌عنوان مثال، هنرمند بدون آنکه واهمه‌ای داشته باشد، برای سفت کردن خمیر نقاشی، رنگ و روغن را با ماسه یا خاکستر درهم می‌آمی‌زد. در فاصله سالهای ۱۹۱۶ تا ۱۹۱۹ برای «گری» مرحله کاملاً ویژه‌ای در خلق آثار هنری رقم می‌خورد که «معماری» خوانده می‌شود؛ مهمترین مشخصه این آثار ایستایی کمپوزسیون آنها می‌باشد. واقعیت اینست که به این آثار به دیده سازه‌های معماری نگریسته می‌شود که در آنها اشیاء برای آنکه غیرقابل شناسایی باشند، تغییر شکل یافته‌اند. به علاوه، (به تصویر صفحه مراجعه شود) (به تصویر صفحه مراجعه شود) «گری» در رنگ‌آمیزی این آثار رنگمایه‌های خاکستری را به رنگهای دیگر ترجیح داده‌است؛ و بدین ترتیب به‌طور قابل ملاحظه‌ای گام رنگهای خود را کاهش داده‌است. در همین دوره، «گری» به تشویق یکی از دوستان مجسمه‌ساز خود، «ژک لیپشیتز»، چند اثر در زمینه هنر پیکره تراشی خلق می‌کند که «دلقک» (۱۹۱۷)، ساخته‌شده از گچ رنگ شده، نمونه‌ای از آنها است.
با این وجود، طبیعت بیجان همچنان موضوع مورد علاقه «گری» در خلق تمامی آثار هنری‌اش می‌باشد. وی در خلق آثار هنری از گونه‌های مختلف چوب، مرمر، از رنگها و رگه‌های متنوع، یا از کاغذهای رنگی به شکل تخصصی و بسیار دقیق استفاده می‌کند.

## نگارخانه

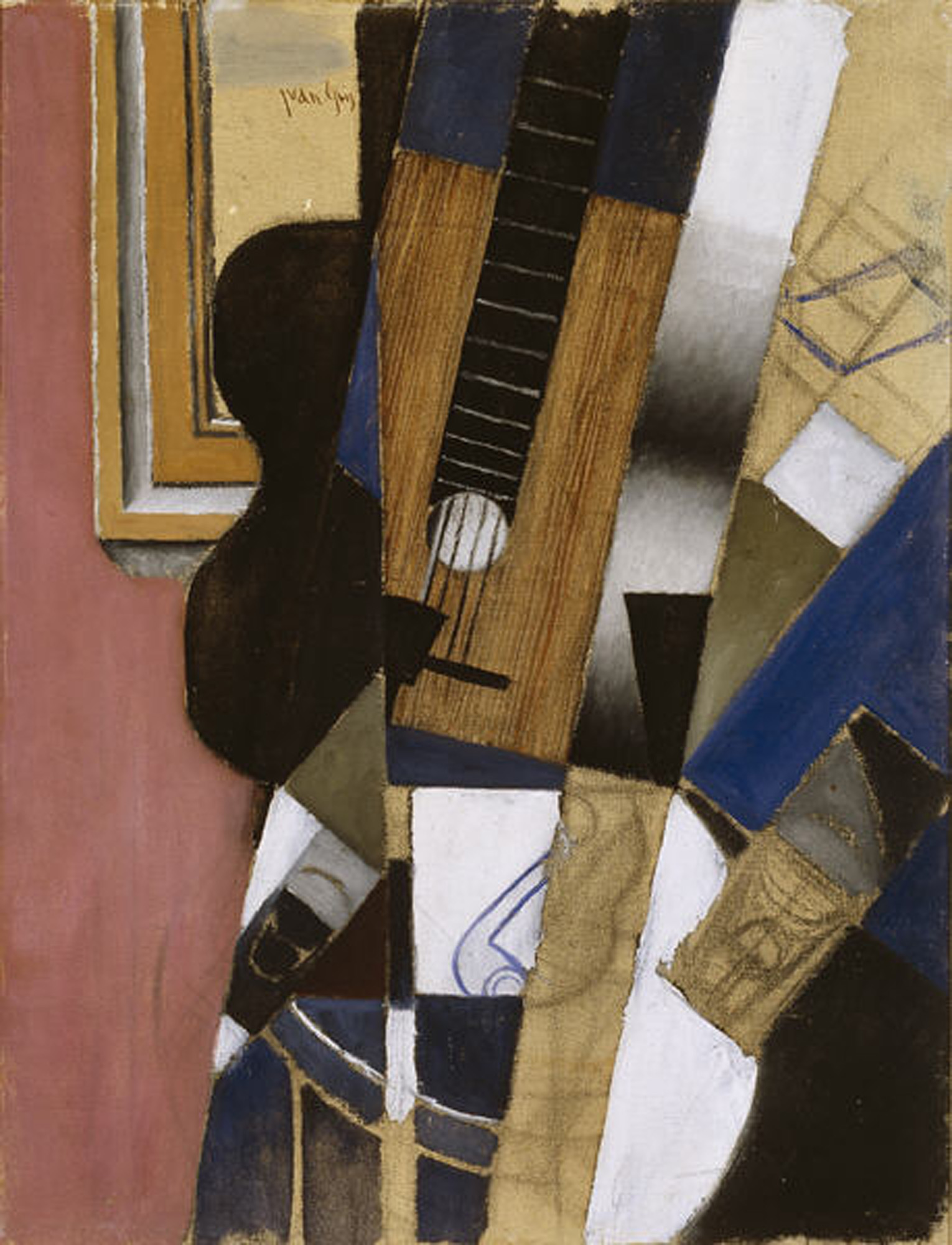
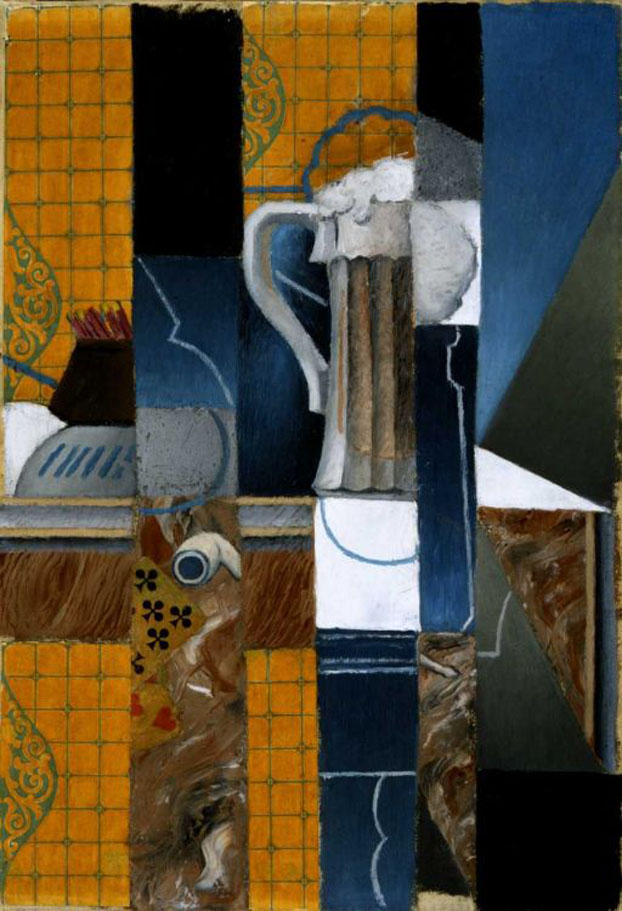
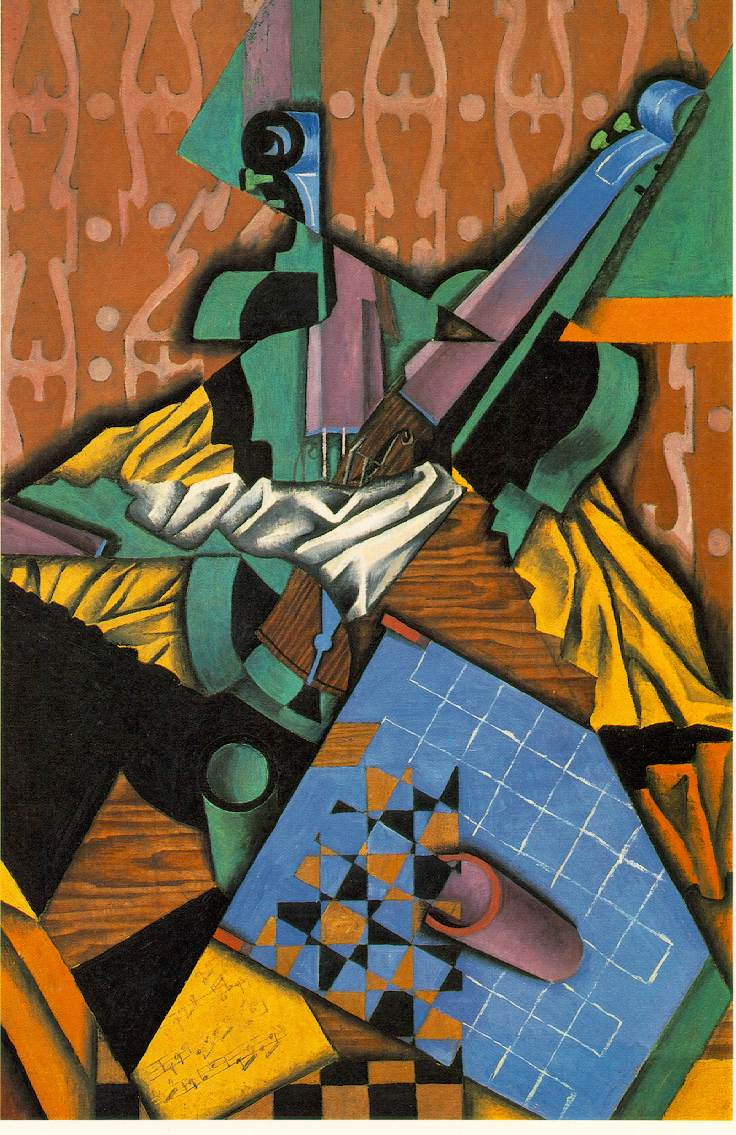
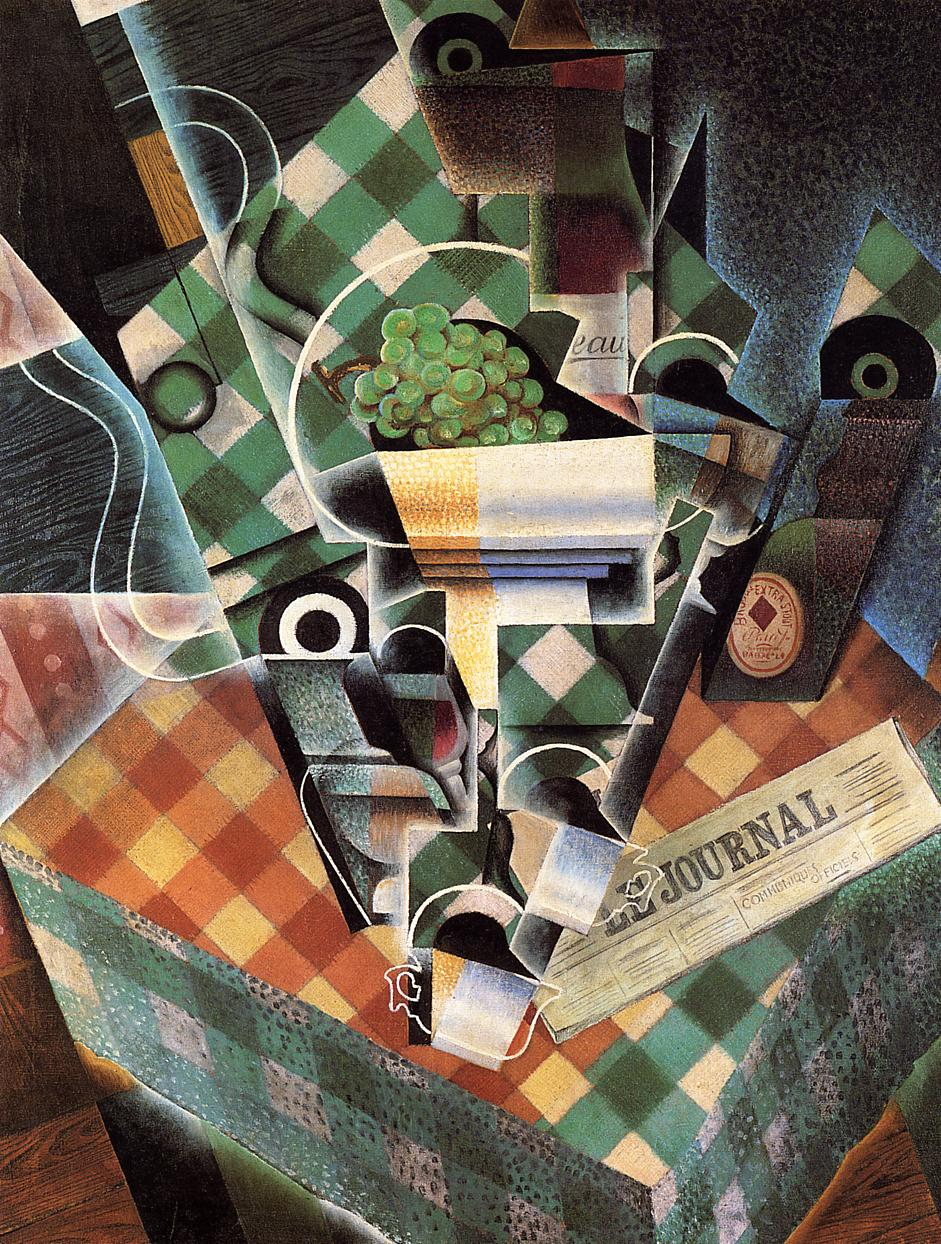
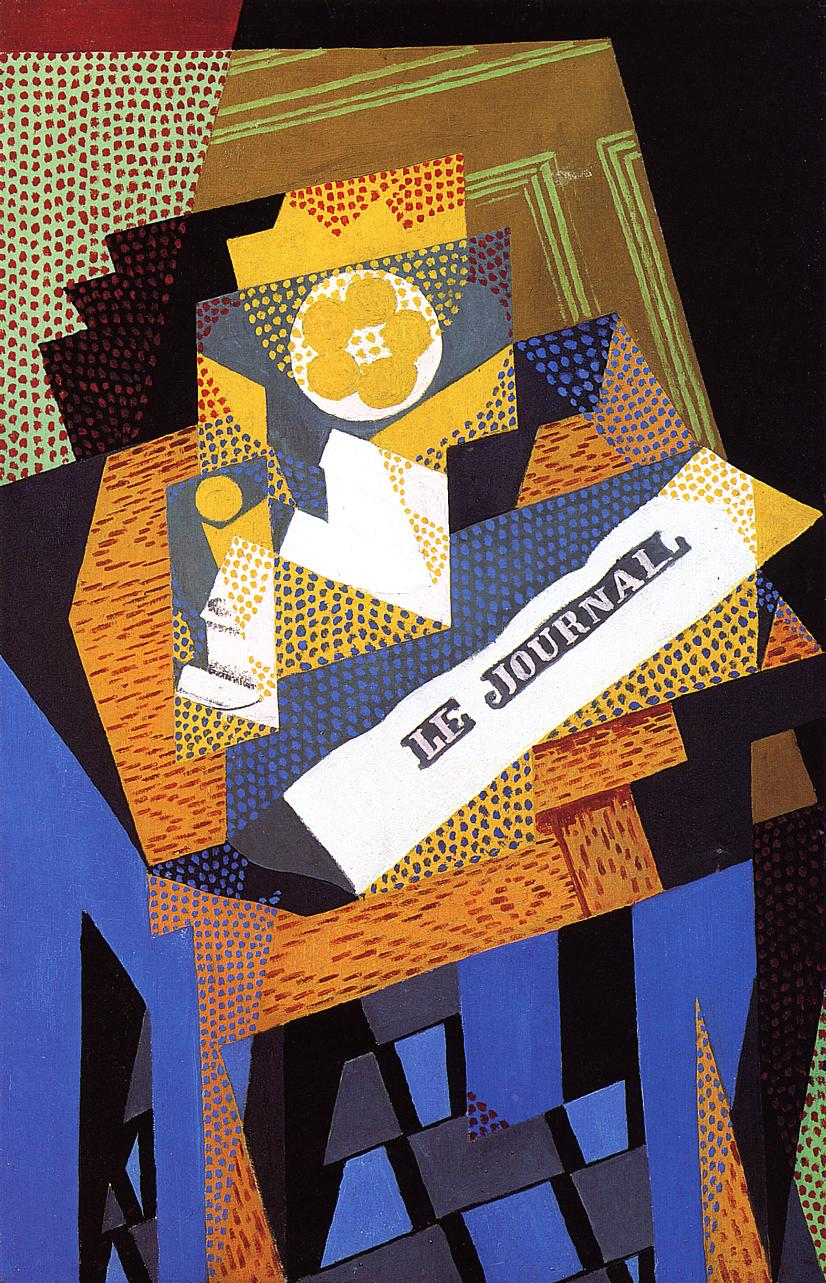
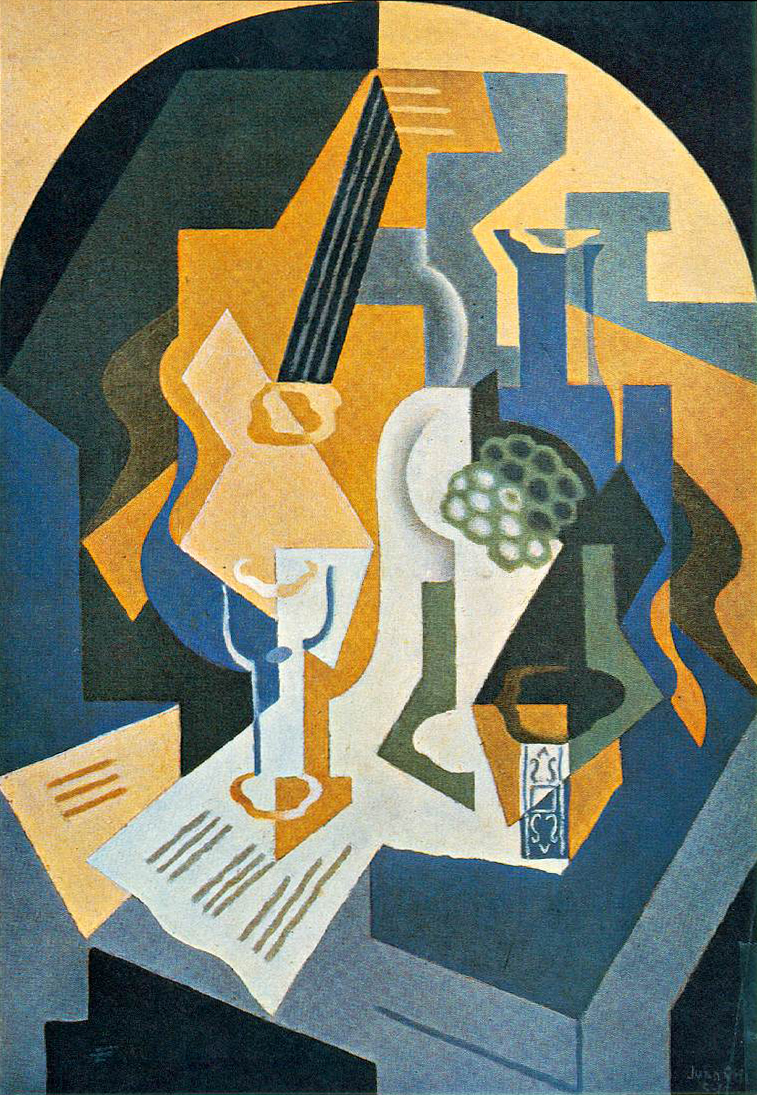
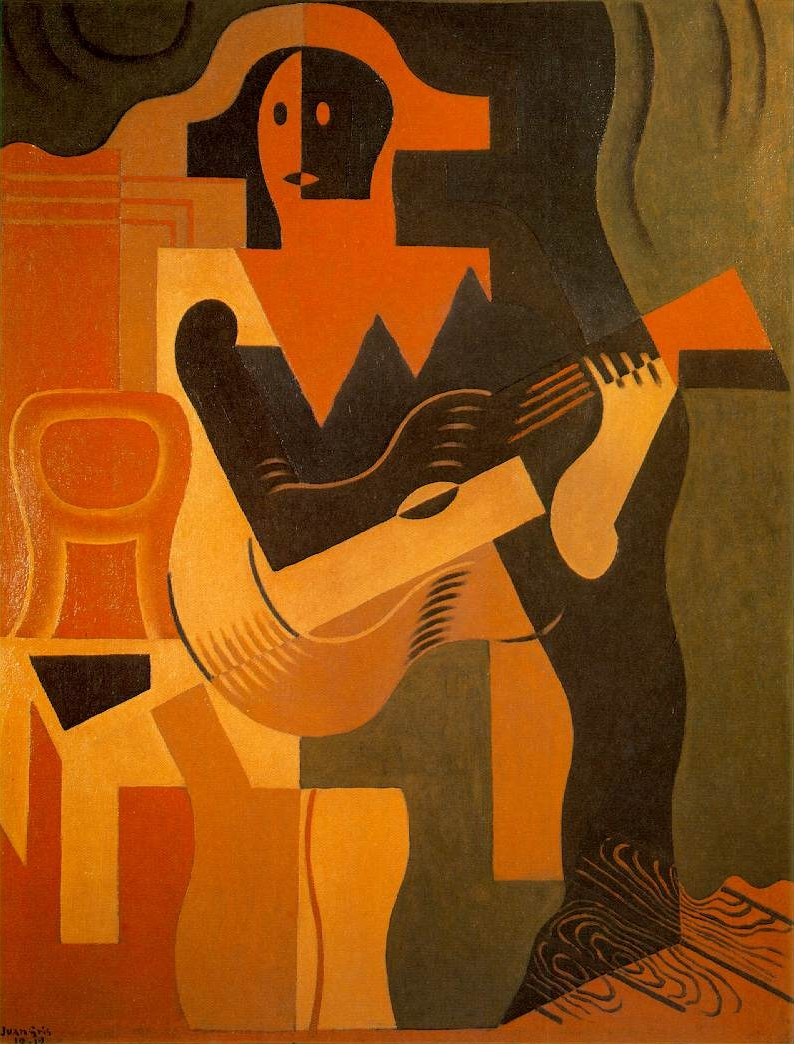
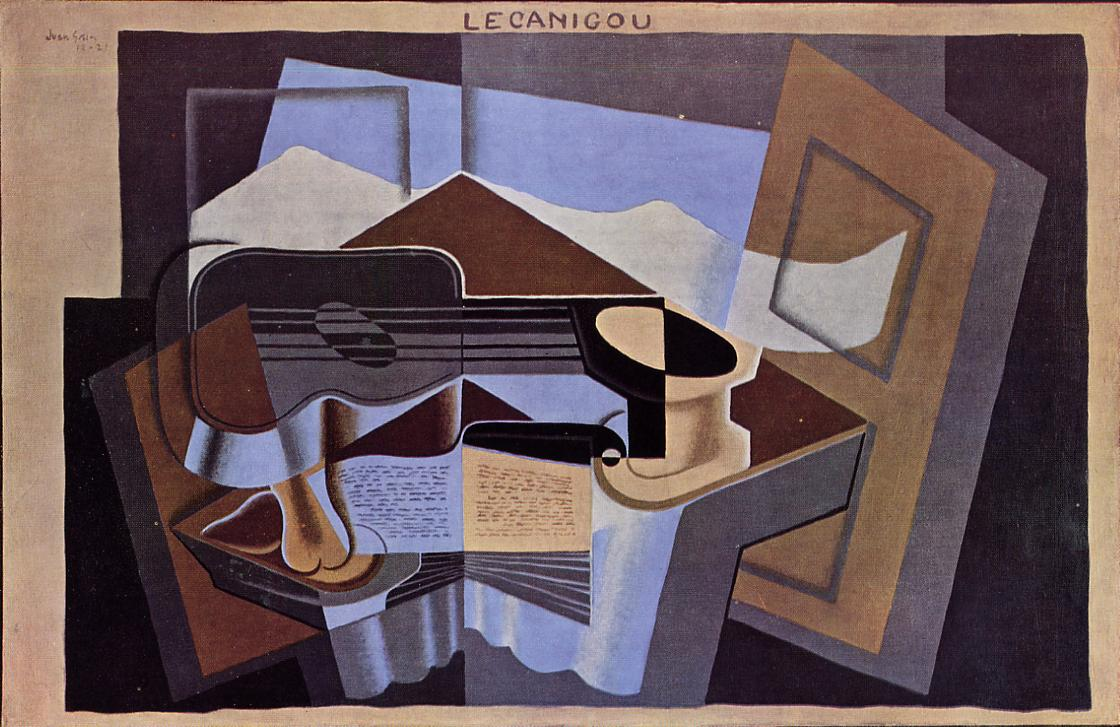